# شايم
تمارا مارث (بالفرنسية: Tamara Marthe)‏ (ولدت في 28 نوفمبر 1985) مغنية فرنسي، المعروف فنياً باسم شاي'م , نلت جائزة أن آر جي الموسيقة - فنانة فرنكوفونية لعام 2012 .

## روابط خارجية
- الموقع الرسمي
- شايم على موقع IMDb (الإنجليزية)
- شايم على موقع ألو سيني (الفرنسية)
- شايم على موقع ميوزك برينز (الإنجليزية)
- شايم على موقع أول ميوزيك (الإنجليزية)
- شايم على موقع ديسكوغز (الإنجليزية)
- شايم على موقع قاعدة بيانات الفيلم (الإنجليزية)
- شايم على موقع ليتربوكسد (الإنجليزية)